# District de Tiruvannamalai
Le district de Tiruvannamalai (tamoul : திருவண்ணாமலை மாவட்டம்) est un district de l'état du Tamil Nadu, dans le sud de l'Inde.

## Géographie
La superficie du district est de  6 188 km2, en 2011, il comptait 2 464 875 habitants.
Sa capitale est Tiruvannamalai.